# Hafizpur
Hafizpur là một thị trấn thống kê (census town) của quận Azamgarh thuộc bang Uttar Pradesh, Ấn Độ.

## Nhân khẩu
Theo điều tra dân số năm 2001 của Ấn Độ, Hafizpur có dân số 4520 người. Phái nam chiếm 53% tổng số dân và phái nữ chiếm 47%. Hafizpur có tỷ lệ 45% biết đọc biết viết, thấp hơn tỷ lệ trung bình toàn quốc là 59,5%: tỷ lệ cho phái nam là 56%, và tỷ lệ cho phái nữ là 34%. Tại Hafizpur, 16% dân số nhỏ hơn 6 tuổi.